# Shahreza
Shahreza (persiska شهرضا) är en stad i centrala Iran. Den ligger i provinsen Esfahan och hade cirka 135 000 invånare vid folkräkningen 2016. Staden är administrativt centrum för delprovinsen (shahrestan) Shahreza.